# 阮文诗
阮文詩，男性，越南外交官，原越南社會主義共和國駐中華人民共和國大使。
2008年9月19日，阮文詩向中華人民共和國國家主席胡錦濤遞交國書。
2015年，阮文詩離任回國。